# 140602 Berlind
140602 Berlind este un asteroid din centura principală de asteroizi.

## Descriere
140602 Berlind este un asteroid din centura principală de asteroizi. A fost descoperit pe 14 octombrie 2001 la Apache Point Observatory în cadrul programului Sloan Digital Sky Survey. Asteroidul prezintă o orbită caracterizată de o semiaxă mare de 2,87 ua, o excentricitate de 0,01 și o înclinație de 2,8° în raport cu ecliptica.